# Alessio Torino
Alessio Torino (Urbino, 1975) è uno scrittore e latinista italiano.

## Biografia
Nato a Urbino nel 1975, insegna letteratura latina presso l'Università della sua città natale.
Dopo aver pubblicato alcuni racconti sulla rivista Nuovi Argomenti, ha esordito nella narrativa nel 2010 con il romanzo Undici decimi vincendo il Premio Bagutta nella sezione Opera prima (insieme a Daria Colombo) e il Premio Frontino Montefeltro (ex aequo con Marcello Fois).
In seguito ha pubblicato i romanzi Tetano nel 2011 (insignito del Premio Lo Straniero 2012) e Urbino, Nebraska nel 2013 (Premio Letterario Metauro e Premio Subiaco Città del Libro). 
Dopo il romanzo di formazione Tina del 2016, nel 2020 ha dato alle stampe Al centro del mondo grazie al quale ha vinto il Premio Mondello.
Vince, a settembre del 2023 con Cuori in piena, Mondadori (ex aequo con Andrea Canobbio con La traversata notturna, La nave di Teseo) la 36ª edizione del Premio Procida Isola di Arturo Elsa Morante, sezione Narrativa.
Nel 2024 pubblica Passare il fiume con Orecchio Acerbo, testo che segna il suo esordio nella letteratura illustrata. L'albo, illustrato da Simone Massi, è nella terzina finalista del Premio Andersen 2024 per la sezione "Miglior albo illustrato".

## Opere principali

### Romanzi
- Undici decimi, Ancona, Italic, 2010 ISBN 978-88-96506-05-9.
- Tetano, Roma, Minimum Fax, 2011 ISBN 978-88-7521-324-4.
- Urbino, Nebraska, Roma, Minimum Fax, 2013 ISBN 978-88-7521-516-3.
- Tina, Roma, Minimum Fax, 2016 ISBN 978-88-7521-735-8.
- Al centro del mondo, Milano, Mondadori, 2020 ISBN 9788804724667.
- Cuori in piena, Milano, Mondadori, 2023 ISBN 9788804761471.

### Libri per ragazzi
- Passare il fiume, illustrazioni di Simone Massi, Orecchio Acerbo, Roma, 2024 ISBN 9791255070320.